# Пиринчи, Акиф
Аки́ф Пиринчи́ (Пиринчджи́; нем. Akif Pirinçci; род. 20 октября 1959[…], Стамбул) — немецкий писатель

 турецкого происхождения.

## Биография
Акиф Пиринчи в возрасте 10 лет переезжает вместе с родителями из Турции в ФРГ. Семья живёт в городе Ульмен. Писать художественные произведения (на немецком языке) Акиф начал рано. Уже в 1980 году выходит его первый роман о юношеской любви под названием «В конце всегда слёзы», не вызвавший большого интереса у критики.
Подлинная слава приходит к молодому писателю в 1989 году, с выходом романа «Felidae», детектив, в котором главным героем и сыщиком преступлений выступает кот по имени Фрэнсис. Уже в скором времени «Felidae» был переведён на 17 языков. Его продолжением стали романы «Фрэнсис» (1993), «Сave Canem» (1999), «Дуэль» (2002), «Salve Roma!» (2004) и «Бесстыдство» (2007). Кошачьи детективные истории о Фрэнсисе и его потомках оказались весьма любимы и востребованы в Германии и в Европе в целом.
В 1994 году по роману «Felidae» в Германии ставится полнометражный мультипликационный фильм, сценарий к которому был создан А. Пиринчи совместно с писателем Мартином Клугером; режиссура Михаэля Шаака. Озвучивали фильм такие выдающиеся артисты, как Марио Адорф, Клаус Мария Брандауэр, Хельге Шнайдер.
В 1992 году из печати выходит детективный роман А. Пиринчи «Тело», в котором обитающий в доме инвалидов калека, лишённый рук и ног, планирует и осуществляет изощрённое убийство. В вышедшем в 1997 году романе-антиутопии «Инь» повествуется о гибели мужской половины человечества, поражённой страшным вирусом. В романе «Дверь в Прошлый раз» (2001) говорится о возвращении в прошлое, о попытке переосмыслить и заново пережить, казалось бы, безвозвратно ушедшие годы.
В настоящее время писатель живёт и работает в Бонне.